# Torre de Santa Maria delle Grazie
La Torre de Santa Maria delle Grazie (maltès: Torri ta' Santa Marija tal-Grazzja), també coneguda com a torre Delle Grazie (maltès: Torri tal-Grazzja), Torre Madonna delle Gratie (maltès: Torri tal-Madonna tal-Grazzja) o Torre Blata Bajda (maltès: Torri tal-Blata l-Bajda), va ser una fortificaciói de vigilància a l'actual Xgħajra, Malta. Situada a l'entrada est del Gran Port. Es va construir el 1620 i va ser l'última de les sis torres Wignacourt que es van aixecar. La torre va ser enderrocada a finals del segle XIX per l'exèrcit britànic.

## Història
La torre fou construïda pels cavallers de l'Orde de Sant Joan de Jerusalem el 1620 sota el mestratge d'Alof de Wignacourt, per tant formava part de les Torres Wignacourt.
El 1799, durant el bloqueig francès, es va construir el reducte de San Rocco als voltants de la torre per proporcionar cobertura en cas que les tropes britàniques haguessin de retirar-se de Malta.
Va ser enderrocada per netejar el camp de foc de la propera Bateria Delle Grazie, construcció que es va iniciar el 1888 durant el domini britànic de l'illa. Res de la torre original ha arribat als nostres dies.